# Ulrika Erlandsson
Ulrika Viktoria Bamidele Erlandsson, född 4 augusti 1963 i Stockholm, är en svensk teolog och sedan 2006 ordförande för Katolska pedagogiska nämnden.

## Biografi
Erlandsson är dotter till danspedagog Dagny Helander Wand och ambassadör Karl Wand, Hon växte upp i Nigeria, Tyskland, Benin, Norge och Malawi. Hon har studerat vid Uppsala universitet där hon avlade masterexamen i  i teologi och religionsvetenskap 1991. Efter att har arbetat som lärare vid Tyska skolan i Stockholm började hon 1991 arbeta för Katolska pedagogiska nämnden.
Hon debuterade som läroboksförfattare 1992 med Sanu och har sedan dess varit författare till en rad olika läroböcker som givits ut på Katolska Pedagogiska Nämnden, flera som också är översatta till andra språk. Hon har också producerat videoreportage som publicerats på Katolska Pedagogiska Nämndens hemsida. Sedan 2010 sitter hon i Studieförbundet Bildas förbundsstyrelse där hon blev viceordförande 2014.
Hon är syster till Veronika Wand-Danielsson, Eleonora Wand-Vallada och Thyra Quensel. Sedan 1986 är hon gift med Jan Erlandsson och tillsammans har de tre barn.